# Zeitung für Norddeutschland
Die Zeitung für Norddeutschland (ZfN) war eine sechsmal (zeitweise zwölfmal) wöchentlich erscheinende Zeitung, die ab dem 1. Januar 1849 von den Gebrüdern Jänecke in Hannover herausgegeben und gedruckt wurde.
Laut einer Übersicht Hannoversche Tageszeitungen der Gottfried Wilhelm Leibniz Bibliothek erschien das Blatt bis 1871. Die Zeitschriftendatenbank kennt eine leicht erweiterte Erscheinungsweise vom 26. Dezember 1848 bis 23. Februar 1872.
Die ZfN galt als Sprachrohr der liberalen und demokratischen Opposition im Königreich. Die Zeitung war einflussreich, da sie als inhaltliche Richtschnur für viele kleinere Blätter in der Stadt Hannover wie im Königreich Hannover diente. In Preußen wurde die ZfN im Juli 1864 wegen Verstoß gegen das „Preßgesetz“ verboten. Mitarbeiter der ZfN waren u. a. 1860 bis 1862 der Schriftsteller Friedrich Spielhagen und ab 1867 der Literaturhistoriker Hermann Uhde.
Die ZfN ging 1849 aus der in Bremen erscheinenden Bremer Zeitung hervor. Am 1. April 1850 wurde die kleinere Hannoversche Morgenzeitung (die zuvor 1845 aus der Zeitung Die Posaune hervorgegangen war) mit dem neuen Blatt vereinigt. Die ZfN ging 1863, ebenso wie die Neuen Hannoverschen Anzeigen (1857–1863), im Hannoverschen Courier auf; der Titel Zeitung für Norddeutschland wurde weiter im Untertitel geführt. 1867 ging die durch Carl Meyer begründete Hannoversche Tagespost in der ZfN auf.